# 3809-es mellékút (Magyarország)
A 3809-es számú mellékút egy rövid, kevesebb, mint 4 kilométeres hosszúságú, négy számjegyű mellékút Borsod-Abaúj-Zemplén vármegye keleti részén, a Bodrogközben; tulajdonképpen csak e tájegység két települését köti össze, feltárva a hozzájuk kapcsolódó, különálló – olykor külterületi – lakott helyeket is.

## Nyomvonala
Dámóc keleti külterületei között ágazik ki a 3807-es útból, annak a 17+350-es kilométerszelvénye közelében, déli irányban. Nagyjából 500 méter után éri el Dámóc Őrhegy nevű településrészét; a lakott területet körülbelül 1,1 kilométer megtétele után hagyja maga mögött, jobbára déli irányban haladva. 3,4 kilométer megtételét követően szeli át Révleányvár határszélét, e falu első házait pedig mintegy 3,7 kilométer után éri el. Kevéssel ezt követően véget is ér, beletorkollva a 3804-es útba, annak a 13+400-as kilométerszelvénye közelében, Révleányvár belterületének északkeleti széle közelében.
Teljes hossza, az országos közutak térképes nyilvántartását szolgáló kira.kozut.hu adatbázisa szerint 3,939 kilométer.

## Története
A Kartográfiai Vállalat 1970-es kiadású Magyarország autótérképe szerint már abban az időben teljes hosszában kiépített, pormentes út volt.